# Бандунг-Мару
Бандунг-Мару — транспортне судно, яке під час Другої світової війни брало участь у операціях японських збройних сил в архіпелазі Бісмарка та на Соломонових островах.

## Передвоєнна історія
Судно спорудили як Кінно-Мару 1920 року на верфі Mitsubishi Yokohama Yard в Йокогамі на замовлення компанії Furukawa Kogyo.
У 1922-му воно перейшло до Nanyo Yusen, а з 1935-го внаслідок злиття стало належати компанії Nanyo Kaiun, яка перейменувала судно в Бандунг-Мару.
1 листопада 1941-го судно реквізували для потреб Імперської армії Японії.

## Останній рейс
30 листопада 1942-го Бандунг-Мару вийшло з корейського Пусану, маючи на борту 20-ту польову роту малокаліберної артилерії (20th Field Machine Cannon Company). Невдовзі воно прибуло на острів Кюсю до порту Саєкі, звідки 2 грудня вирушило у складі конвою «E» — одного з багатьох, проведення яких здійснювалось в межах операції «Військові перевезення № 8» (No. 8 Military Movement, 8-Go Enshu Yuso). Метою цих транспортних перевезень було постачання головної передової бази в Рабаулі (острів Нова Британія в архіпелазі Бісмарка), з якої провадились операції на Соломонових островах та сході Нової Гвінеї. 15 грудня судно прибуло до Рабаулу.
16 грудня Бандунг-Мару разом зі ще одним судном під охороною мисливця за підводними човнами CH-29 попрямувало до якірної стоянки Шортленд — прикритої групою невеликих островів Шортленд акваторії біля південного завершення острова Бугенвіль, де зазвичай відстоювались легкі бойові кораблі та перевалювались вантажі для подальшої відправки далі на схід Соломонових островів (на той час уже 4 місяці точилася важка битва за Гуадалканал). Близько опівдня 17 грудня за два десятки кілометрів на північний захід від мису Хенпан (завершує острів Бука, що лежить північніше від Бугенвіля) підводний човен Grouper випустив по конвою 4 торпеди, 2 з яких влучили в Бандунг-Мару. Судно затонуло, загинуло 13 членів екіпажу. CH-29 провів безрезультатну контратаку глибинними бомбами, після чого узявся за порятунок тих, хто вижив.